# معركة الإسكندر في إسوس

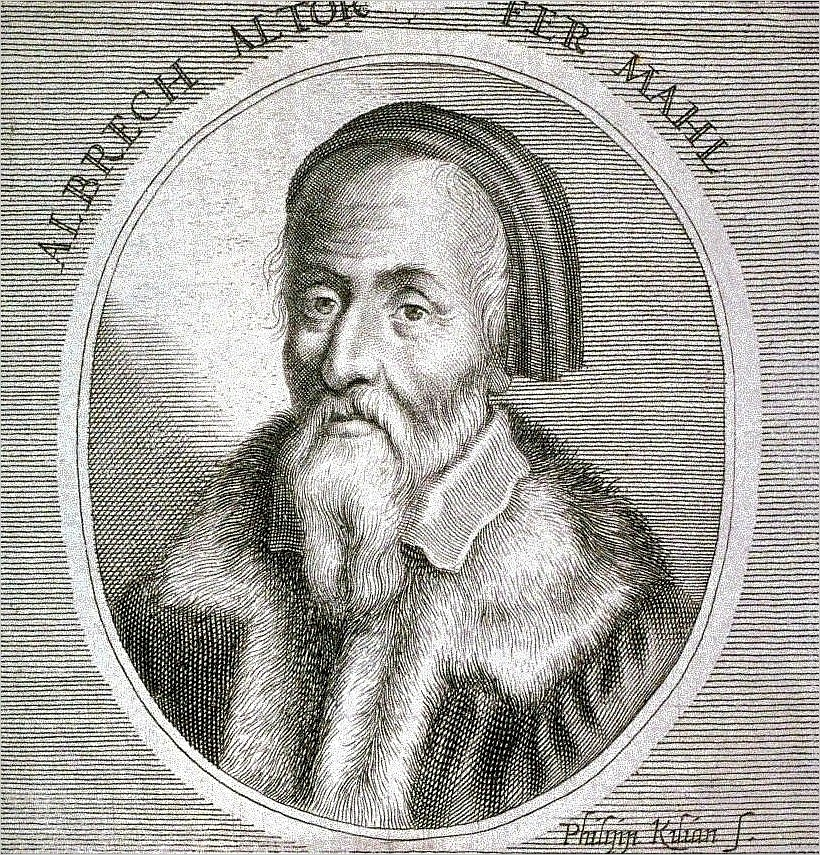
ألبرخت ألتدورفر (ق.م. 1480—1538)، رسام ونحات ومهندس معماري ألماني في عصر النهضة.

معركة الإسكندر في إسوس (بالألمانية: Alexanderschlacht) هي لوحة زيتية للفنان الألماني ألبرخت ألتدورفر (1480–1538)، وهو رائد فن المناظر الطبيعية والعضو المؤسس لمدرسة دانوب للفن.
هذه اللوحة تجسد معركة إسوس عام 333 قبل الميلاد، التي انتهت بنصر حاسم لجيش الإسكندر الأكبر وهزيمة منكرة لداريوش الثالث صاحب بلاد فارس، وهذه المعركة أكسبت الإسكندر نفوذ مهمه في حملته ضد الإمبراطورية الفارسية. اللوحة تعتبر من روائع ألبرخت ألتدورفر، وتجسد ولعه لعظمة المناظر الضخمة.

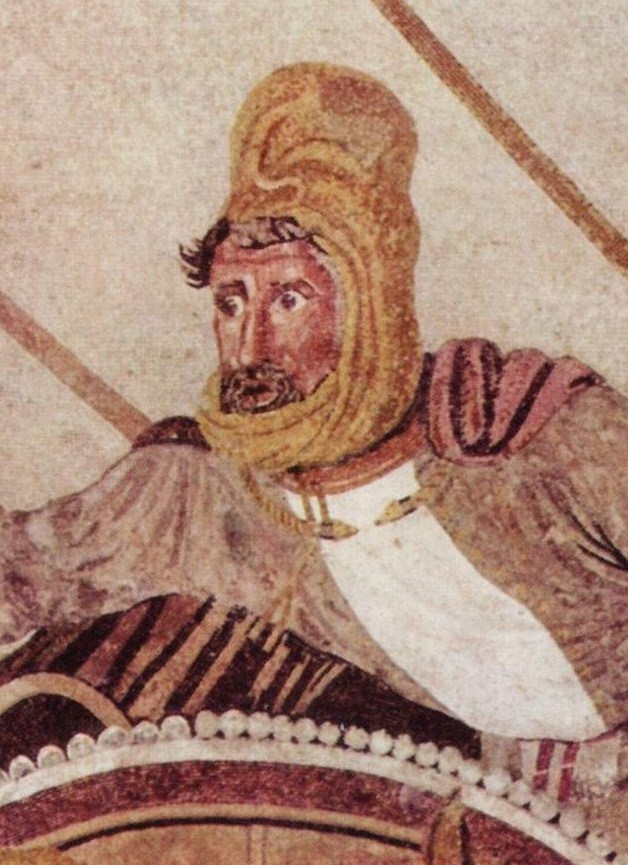
داريوش الثالث

دوق بافاريا وليم الرابع كُلف بلوحة معركة إسوس للإسكندر في 1528 كجزء من قطعة تاريخية سوف تُعلق في قصره بميونيخ.

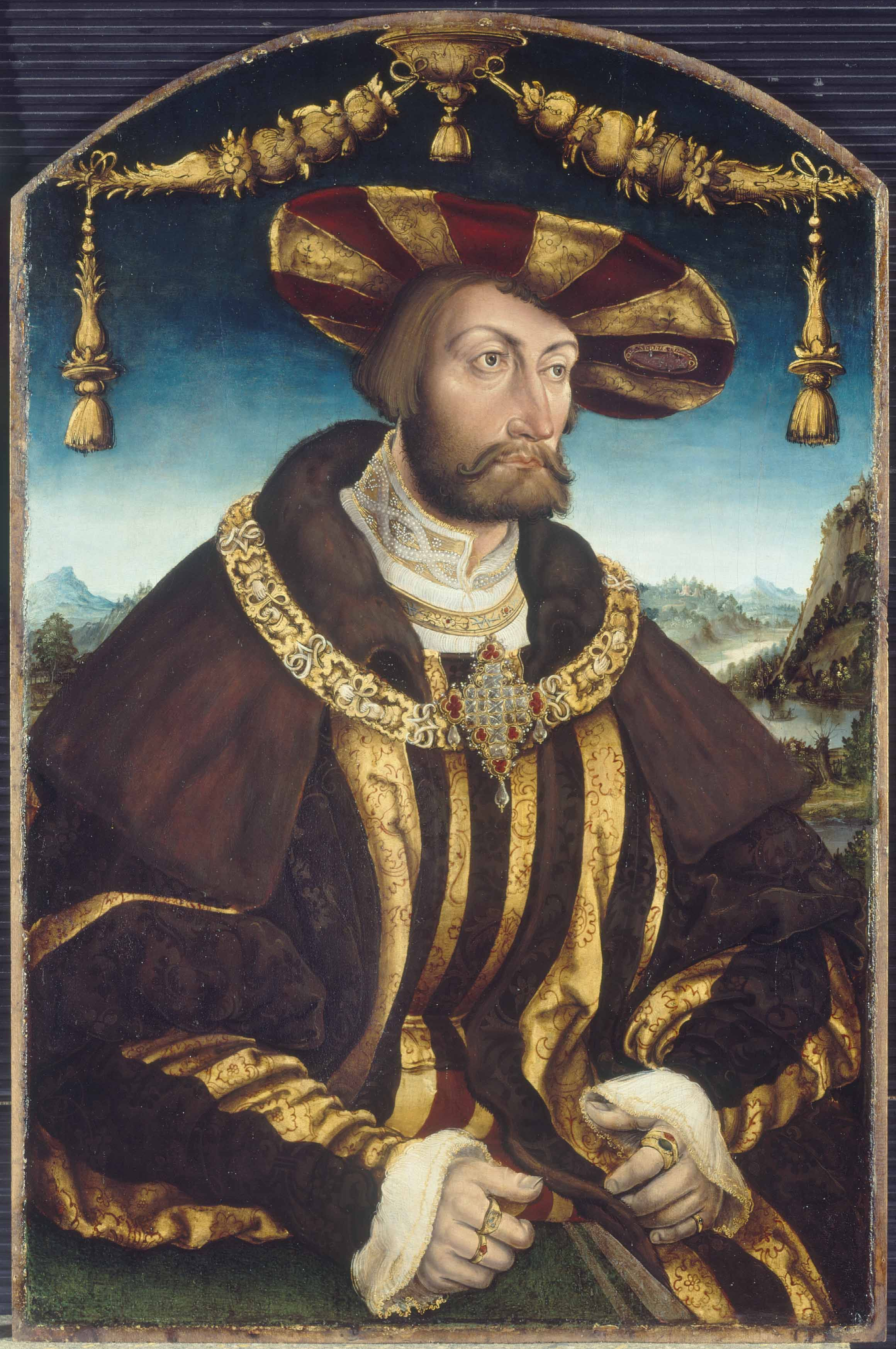
دوق بافاريا وليام الرابع

و يري المعلقين الجدد أن هذه اللوحة من خلال إستخدامها للمفارقة التاريخية كانت متعمدة لتربط نصر الإسكندر البطولي في إسوس بالصراع الأوروبي المعاصر مع الإمبراطورية العثمانية.
و من الممكن أن تكون هزيمة سليمان القانوني في حصار فيينا هي سبب خاص لإثارة وحي البرت التدورفر.
و في ظل الأجواء الغير عادية والوضع الديني وطرق كشف الحجاب (ابوكاليبس)، كان من الطبيعي ان يكون الفن مستوحي من نبوءات دانيال والاهتمام الكنسي المعاصر بقرب نهاية العالم.
لوحة «معركة الإسكندر في إسوس» وأربع لوحات أخرى كانوا جزء أولي لويليام في متحف الفن ألت بيناكوثيك (بالإنجليزية: Alte Pinakothek) في ميونيخ.

## الموضوع

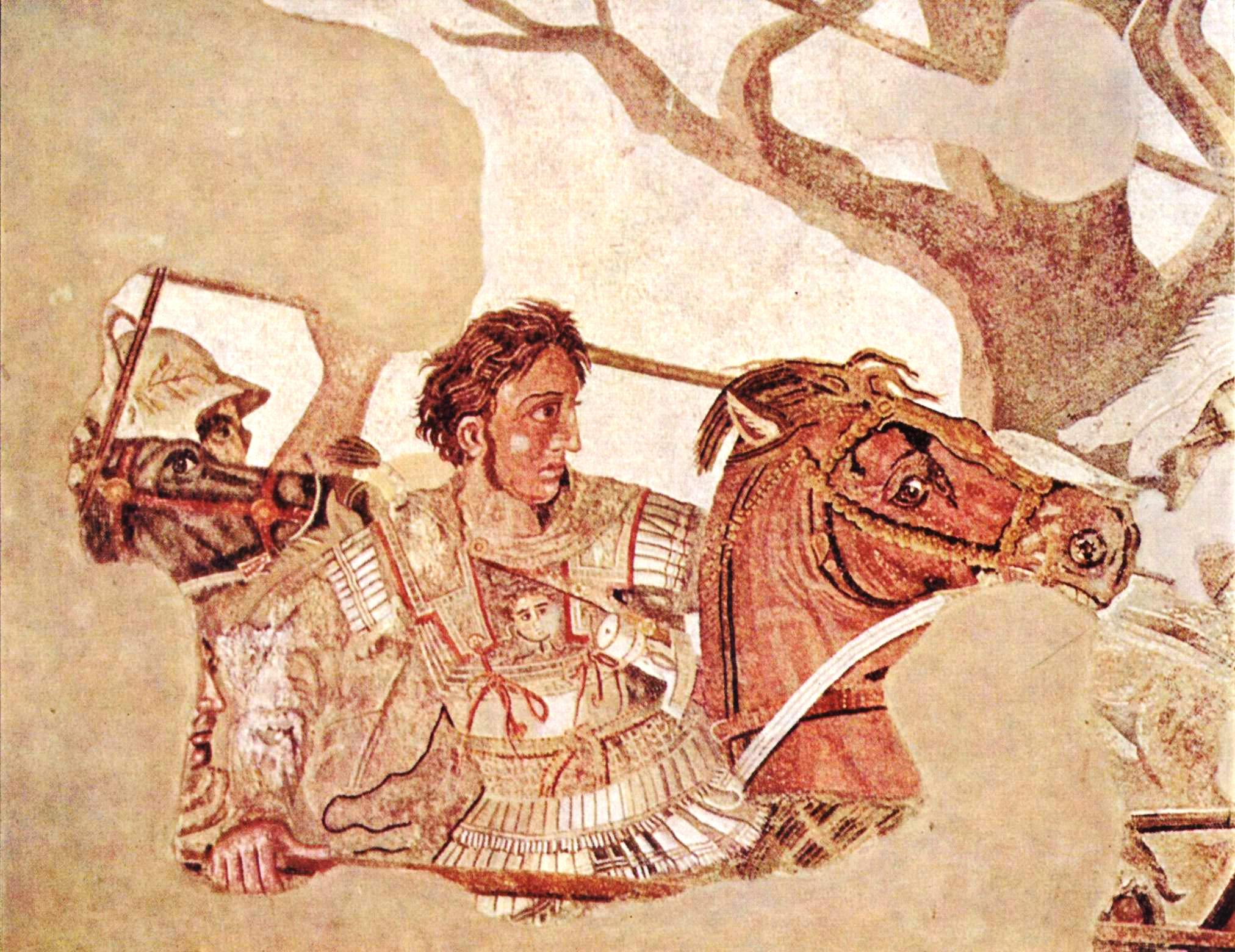
الإسكندر الأكبر 100 ق. م.

الإسكندر الثالث المقدوني (323- 356 ق م)، أكثر ألقابه شهرة هو الإسكندر الأكبر، وهو كان حاكم اليونان القديمة، مقدونيا، تولي الحكم من سنة 336 قبل الميلاد وحتي وفاته. وترجع شهرته إلي إنه من أفضل العسكريين تكتيكيا وإستراتجيا في التاريخ  ، ويعتبر غير مهزوم في أي حرب خاضها. وعُرف الإسكندر بحسن قيادته العسكرية وشخصيته القوية الجذابة، وكان دائماً يتقدم الصفوف الأمامية في المعركة. وبهزيمته للإمبراطورية الفارسية، وتوحيد اليونان ومصر وبابل، فلقد شكل وكون أكبر إمبراطورية في العالم القديم  ، وساعد علي إنتشار الهلينية (هلينة) في أوروبا وشمال أفريقيا.
شرع الإسكندر في رحلته لهزيمة الإمبراطورية الفارسية في ربيع سنة 334 قبل الميلاد،  بعد هدوء القوي اليونانية المتحارية وتعزيز قواه العسكرية. وخلال الأشهر الأولي من مرور المقدونيين إلي آسيا الصغري، بلاد فارس، قام داريوش الثالث بالتجاهل التام لوجود 40.000 رجل من رجال الإسكندر.
معركة الغرانيكوس كانت أول حرب لبلاد فارس في شهر مايو، لمحاولة مواجهة الغزاة، ولكنها انتهت بنصر سهل للإسكندر. وخلال سنة بعد ذلك، استطاع الإسكندر أن يسيطر علي معظم الغرب وساحل آسيا الصغري عن طريق إجبار المقاطعات علي الإستسلام. وتابع التنقل داخل الأراضي، وسافر إلي شمال شرق فريجيا قبل أن يعود إلي جنوب شرق كيليكيا (قيليقية). وبعد عبور البوابات الكليكية في أكتوبر، أصيب الإسكندر بحمي في طرسوس مما أدي إلي تأخره. وفي هذه الأثناء قام داريوش بحشد جيشه الذي وصل إلي 100.000 (و بعض المصادر القديمة تفترض المبالغة وتقول 600.000)  وقادهم شخصيا إلي المنحدرات الشرقية لجبال الأمانوس.
وفي أوائل شهر نوفمبر، شرع الإسكندر في خليج إسوس من مالوس وعبر إسوس، ولكن الجيشان ودون قصد إعتلي كلا منهم الجبل المقابل للآخر. وكان هذا بالتأكيد لمصلحة داريوش، الآن أصبح قادر علي منع التراجع وحجز الإمدادات عن الإسكندر.
 ولم يتم هذا إلا بعد أن عسكر الإسكندر في ميرنداروس، وهي ميناء بحري علي جنوب شرق شاطيء خليج إسكندرونة، وبعدها علم بخبر الاحتلال الفارسي. وقام في الحال بالعودة لنهر بيناروس، جنوب إسوس، وذلك للبحث عن جيش داريوش علي ضفاف النهر الشمالي. ثم تلي ذلك معركة إسوس.

الخطة الأولية لمعركة إسوس. نهر بيناروس الذي يفصل ما بين المتحاربين و إسوس ، 7 ميل (11 كم)من ناحية الشمال. و الفرسان متمركزين علي شاطئ خليج إسكندرون (أو خليج إسوس) علي كلا الجانبين. و الإسكندر يستعد للمواجهة مع فرسانه من الناحية اليمني.

و كان رد فعل داريوش الأولي هو رد دفاعي: فقام فورا بتطويق ضفاف النهر ليعرقل عبور العدو. وكان أساس مقدمة الجيش هم الخونة المرتزقة اليونانيين وتم تأسيس الحرس الملكي الفارسي؛ وكان من الطبيعي بالنسبة للملوك الفرس حيث قام داريوش بوضع نفسه في وسط مقدمة الجيش، وذلك ليتمكن من إصدار الأوامر لأي وحدة في جيشه الضخم. وتم إرسال مجموعة من جيش المشاة الفارسي إلي سفح الجبل، حيث كان هناك شك أن الإسكندر يتجه ناحية اليمين، بعيدا عن الساحل. وأمر القائد نابرسنز جيش من الفرسان أن يحموا المنطقة اليمني في فارس حيث إتجه الإسكندر.
و لقد قام الإسكندر بتطور حذر وبطئ في نفس الوقت، معتمدا علي بناء إستراتيجتيه علي هيكل القوة الفارسية. وقام بقيادة مجموعة من فرسانه ناحية اليمين، في حين تم أرسال الفرسان الثيساليين إلي الجهة الشمالية، كرد علي وحدة نابرسنز. وحرصا منه علي أهمية سفوح الجبال في الجهة اليمني، قام الإسكندر بإرسال وحدة من الفرسان، ورماة السهام ليحتلوا موقع خطوط الدفاع لداريوش. وتمت هذه العملية بنجاح، حيث أُ ُجبر الناجون الفارسيون من الهروب وإتخذوا أعالي الجبال ملجئا ً لهم.
و قامت كتائب من المقدونيين بعبور النهر والتصادم مع المنشقين المرتزقة اليونانيين الذين واجهوا طلائع جيش داريوش. وعندما توغل الفرسان في الشمال الفارسي، ذاع وجود خطر أن يقوم داريوش بالتفرقة بين جيوش الإسكندرالمتفرقة في أنحاء البلاد. وعندما إطمئن الإسكندر أن الجناح الأيسر قد شل ولا يوجد مزيد من الخطر، قام بمعالجة الوضع بنقل كتيبة للهجوم علي مركز الجناح الفارسي. وإضطرت طلائع الجيش الفارسي علي الانسحاب من ضفة النهر، بعد أن أصبحوا غير قادريين علي تحمل هذا الضغط الزائد، وبذلك سمحوا لكتائب المقدونيين في إستمرار التقدم، تاركين الضغط علي باريمينون في الجناح الأيسر.
و بعد أن أدرك داريوش أن هجمات الإسكندر وجيوشه لن تتوقف، قام بالهرب مع جيشه. وأثناء ذلك قتل الكثيرون نتيجة لاندفاعهم في الهروب وتصادمهم مع الأحصنة. وبعضهم هرب إلي مناطق نائية كالقاهرة، والبعض الآخر رجع مع داريوش إلي الشمال. وانتهت هذه المعركة السوداء بعد مطاردة وصلت إلي حوالي 20 كم؛ ثم قام الإسكندر بإستدعاء جيشه ليقوموا بدفن الضحايا.
و ظلت عائلة داريوش في المعسكر الفارسي؛ كما قيل أن الإسكندر عاملهم معاملة حسنة، وأكد علي ضرورة سلامة داريوش. ووجدت عربة داريوش ملقاه في خندق، مع سيفه ودرعه.
و تعرض المصادر القديمة النتائج المتباينة لأرقام الضحايا، حيث يشير بلوتارخ وديودورس الصقلي أن عدد وفيات الفرس وصلت إلي 100.000، بينما يقول كوينتوس كورتيوس روفوس أن عدد ضحايا المقدونيين وصل إلي 450. وفي كلتا الحالتين من المرجح أن يكون عدد الفرس الذين قُتلوا أكثر، والدليل علي ذلك هو هروبهم من المعركة؛  ويوضح بطليموس أنه خدم مع الإسكندر وخلال المعركة عبر مع المقدونيين واد كامل علي جثث الضحايا وذلك ما يؤكد كثرة عدد وفياتهم.
و استمر الاحتلال المقدوني لبلاد فارس إلي سنة 330 ق. م. حيث قُتل داريوش، وتُوج الإسكندر ملكً علي البلاد. وتوفي الإسكندر في 323 ق.م. حيث كان عائد حديثا ً من شبه القارة الهندية. وظل سبب الوفاة غير معروف.

## خلفية فنية

### العمل السابق

لوحة القديس جورج و التنين (1510 ق.م.)

يُعتبر البرت التدورفر واحد من المؤسسين لفن المناظر الطبيعية الغربية. ولقد كان رسام، ونحات يستخدم فن التنميش والنقش، ومهندس معماري ورائد مدرسة الدانوب للفن في ألمانيا. والدليل علي فنه يظهر بوضوح في لوحاته، مثل لوحة (Saint George and the Dragon (1510 أي القديس جورج والتنين، ولوحة (Allegory (1531 أي الاستعارة، وتتميز كثير من أعمال التدورفر بوجود المناظر الطيبيعية الضخمة التي تعطي إحساس بصغر حجم الأشياء المحيطة بها؛  لوحة معركة الإسكندر في إسوس تجسد وتوضح هذا الإسلوب في عمله الفني.
و يوضح مارك دبليو روسكيل إنه بالرجوع إلي تاريخ الفن وخاصة لوحة سانت جورج والتنين، يمكن أن نلاحظ أن«إضافة المناظر الطبيعية في أعمال التدروفر، كانت مركبة ومزينة بإحكام، حيث إنها تعطي الإحساس بالوحدة والعزل والطبيعة العدائية».
رسم التدروفر كثير من اللوح المستوحاة من أسفاره حول جبال النمسا ونهر الدانوب  ، وهناك عدد كبير من لوحاته يقتصر علي المناظر الطبيعية دون وجود العنصر البشري، مثل لوحة (Landscape with a Footbridge (c. 1516 أي منظر طبيعي مصاحب لكبري المشاة، و Danube Landscape near Regensburg (c. 1522–25 أي منظر للدانوب قرب ريجنسبرج .
و كانت هذه هي اللوحات الأولي للمناظر الطبيعية «النقية» منذ العصور القديمة. معظم لوحات التدورفر للمناظر الطبيعية لها شكل عمودي، مناقض للمفهوم الحديث لهذا النوع. والرسم الأفقي للمناظر الطبيعية كان من ابتكار الفلمنكي المعاصر لاتدورفر، جواكيم باتينير واتباعه أيضا.
رسم أيضا التدورفر مجموعة من اللوحات الدينية، تعبر عن ورعه وديانته الكثوليكية. وكانت المواضيع الأكثر إستخداما هي مريم العذراء، وحياة وصلب المسيح.
كما في لوحة معركة إسوس، هذه اللوحات تعرض ميزة استخدام الموقع والزمان للأماكن العريقة وتستخدم السماء لتوصل معني رمزي. ولكن هذا المعني ليس موحد في كل أعمال التدورفر، على سبيل المثال منظر الشمس في لوحة Agony in the Garden يدل علي الخسارة والمأساة، ولكن يشير إلي رمز القوة والمجد في لوحة معركة الإسكندر في إسوس.
يوضح لاري سيلفر، الكاتب في صحيفة The Art Bulletin، أن لوحة معركة إسوس علي حد سواء مماثلة ومتناقضة مع أعمال التدورفر السابقة: «فبدلا من عرض المشهد السلمي للتراجع عن الأحداث أو الشخصيات المقدسة المسيحية، تعرض هذه اللوحة النقيض تماما: تقدم مشهد لساحة معركة من أقدم المعارك التي صنعت عهدا جديدا في التاريخ ... ولكن على الرغم من أبعادها العالمية والكونية، تظل لوحة معركة الإسكندر في إسوس واحدة من أهم لوح التدورفر التأملية الفكرية، الممتلئة بمشاهد لقمم الجبال، والمسطحات المائية، والقلاع البعيدة».
و بالرغم من أن لوحة معركة الإسكندر كانت نمطية في حجمها وتصويرها للحرب، وموكب نصره،–1512–16 كتبت مخطوطة إليوميناتيد illuminated manuscriptالتي كلف بهاماكسيمليان الأول إمبراطور الرومانية المقدسة، والتي وصفت بالسابقة في المفاهيم. ولقد أُنتج الموكب بالتوازي مع موكب النصر لماكسيمليان، في مجموعة خشبية مكونة من 137 خشيب، بالتعاون مع التدورفر، وهانز سبرينجينى كلي، وآلبرخت دورر، وليونارد بيك، وهانز شافولين.

## التأثيرات والإسهامات

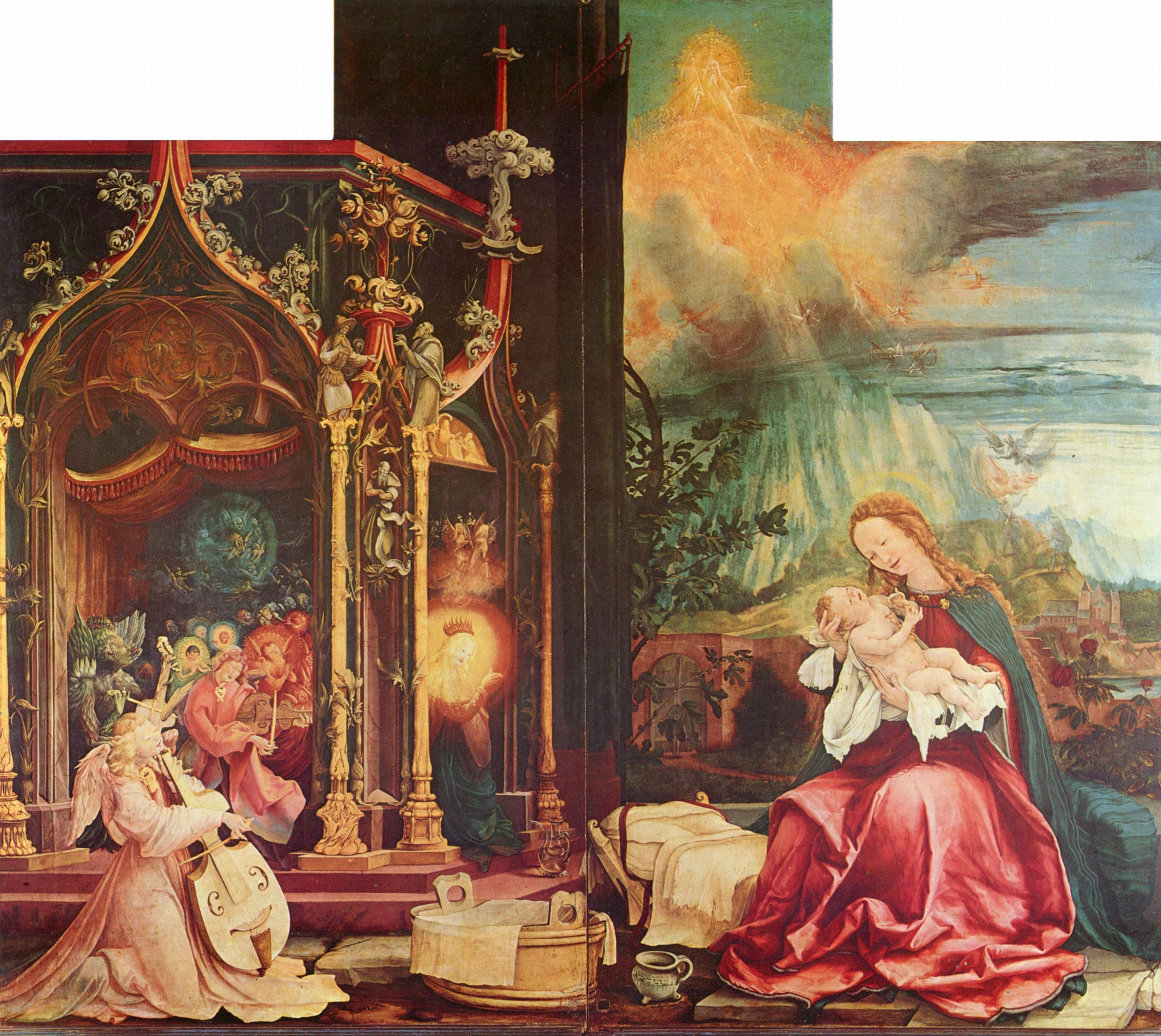
لوحة ماتياس غرونيفالت ، العذراء و الطفل مع الملاك المضيف.

جاءت لوحة ماتياس غرونيفالت (1470- 1528)، للفنان التدورفر، كأكثر لوحة معاصرة هامة. وقد لاحظ المؤرخ هورست والديمار جونسون أن لوحات هذا الفنان تظهر نفس الخيال الجامح الذي يظهر في لوحة معركة الإسكندر في إسوس. حيث تم مقارنة بعض العناصر من لوحة معركة إسوس للإسكندر _و خاصة منظر السماء في اللوحة_ بالغابات الخضراء التي توجد في الجنة والتي يوجد بجوارها العذراء وطفلها، وهذا ما يجعلها من أهم أعماله. ومن أهم تأثيرات التدورفر أيضاً هو تأثيره علىلوكاس كراناك الاكبر (1472-1553)، فقد أرتبط لوكاس بمدرسة دانوب. ووفقاً لرأى روسكيل، أعمال كراناك الفنية التي ظهرت أبتداءً من عام 1500 «و بفضل الدور البارز الذي تلعبه المناظر الطبيعية في هذه المنطقة، فقد أستخدمها في خلفيات لوحاته من أجل تحسين الحالة المزاجية، ومن أجل صور النسَاك والقديسين الحكماء»، كما تبدو أنها تلعب «دوراً تحضيرياً» من أجل البدء في عهدٌ جديد يتميز بالمناظر الطبيعية النقية. ويرجع الفضل لأسلوب التدورفر، وخاصة أسلوبه في أعماله الدينية، إلى آلبرخت دورر (1471-1528)؛  حيث أوضح لارى سيلفر في إحدى كتاباته أن التدورفر يستخدم «مزيجاً بين المناظر الطبيعية الألمانية المقنعة والمظاهر السماوية لرواياته الدينية» وهذا يشكل «رابط قوى» بينه وبين أسلوب آلبرخت دورر . قام دوق بافاريا، ويليام الرابع، بتكليف جنوده للمحاربة في معركة الإكسندر في إسوس عام 1528.
و من المعتقد إنه كان يقرب من الخمسون في ذلك الوقت وكان يعيش في المدينة الإمبيريالية ريغنسبورغ. ونتيجة لتورطه لأكثر من عقد مع مجلس مدينة ريغنسبورغ، عُرض علي التدورفر منصب العمدة في 18 سبتمبر 1528. ولكن ذكرت سجلات المجلس إنه رفض هذا المنصب ورد قائلا: " انه يرغب كثيرا في القيام بعمل خاص في بافاريا لسمو الدوق ويليام. وربما أراد ويليام اللوحة لمنزله الصيفي الجديد Lusthaus (" المنزل الترفيهي") في أراضيه في قصره في ميونيخ، (60 ميلا)97 كم من الجنوب لريغنسبورغ. وهناك كان مُعلقا ً سبع لوحات أخرى بجوار بعض، متضمنين لوحة لودوينغ ريفينجر "شهادة ماركوس كورتيوس", ولوحة ملشيور فيليسين " حصار أليسيا" ليوليوس قيصر، ولوحة " معركة كاناي" لهانز بورغكمير (1473–1531). وأُضيفت ثمان لوحات أخرى للمجموعة، كل واحدة منهم مرسومة لإمرأة مشهورة في التاريخ، من المحتمل أن يكون تم ذلك بناء علي طلب من زوجة الدوق، جاكوبيا من بادين. ولوحة التدورفر وسوزانا كانوا من ضمن اللوحات المعلقة.

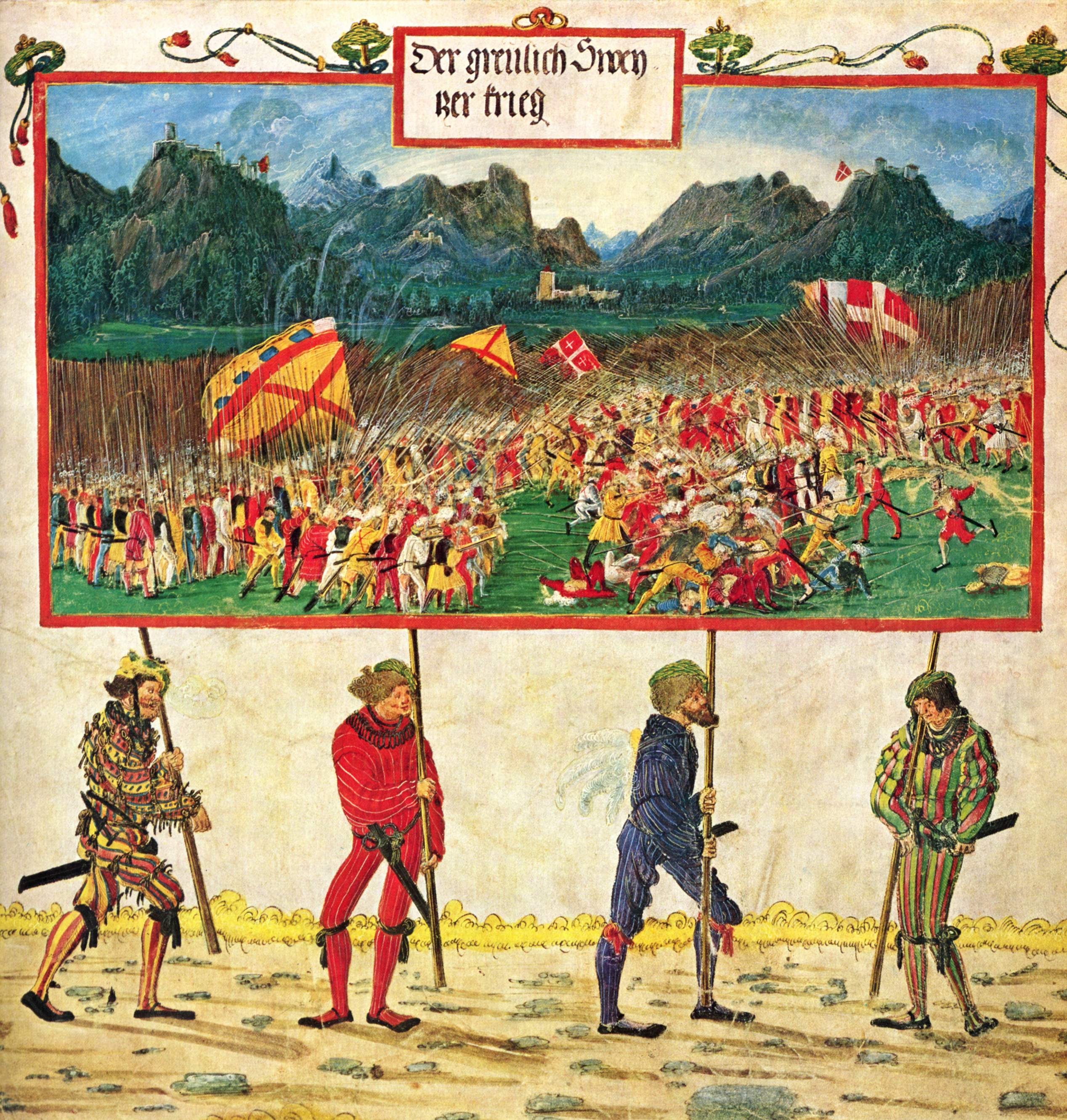
نموذج مصغر من موكب للنصر (1512-1516)

<

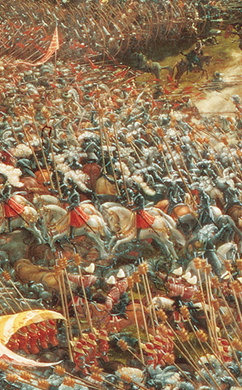
تفاصيل: فرسان الإسكندر يتجهون شرقا
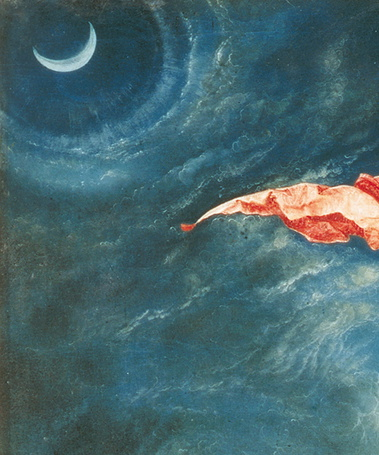
تفاصيل :القمر وهو هلالا
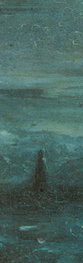
تفاصيل : برج بابل
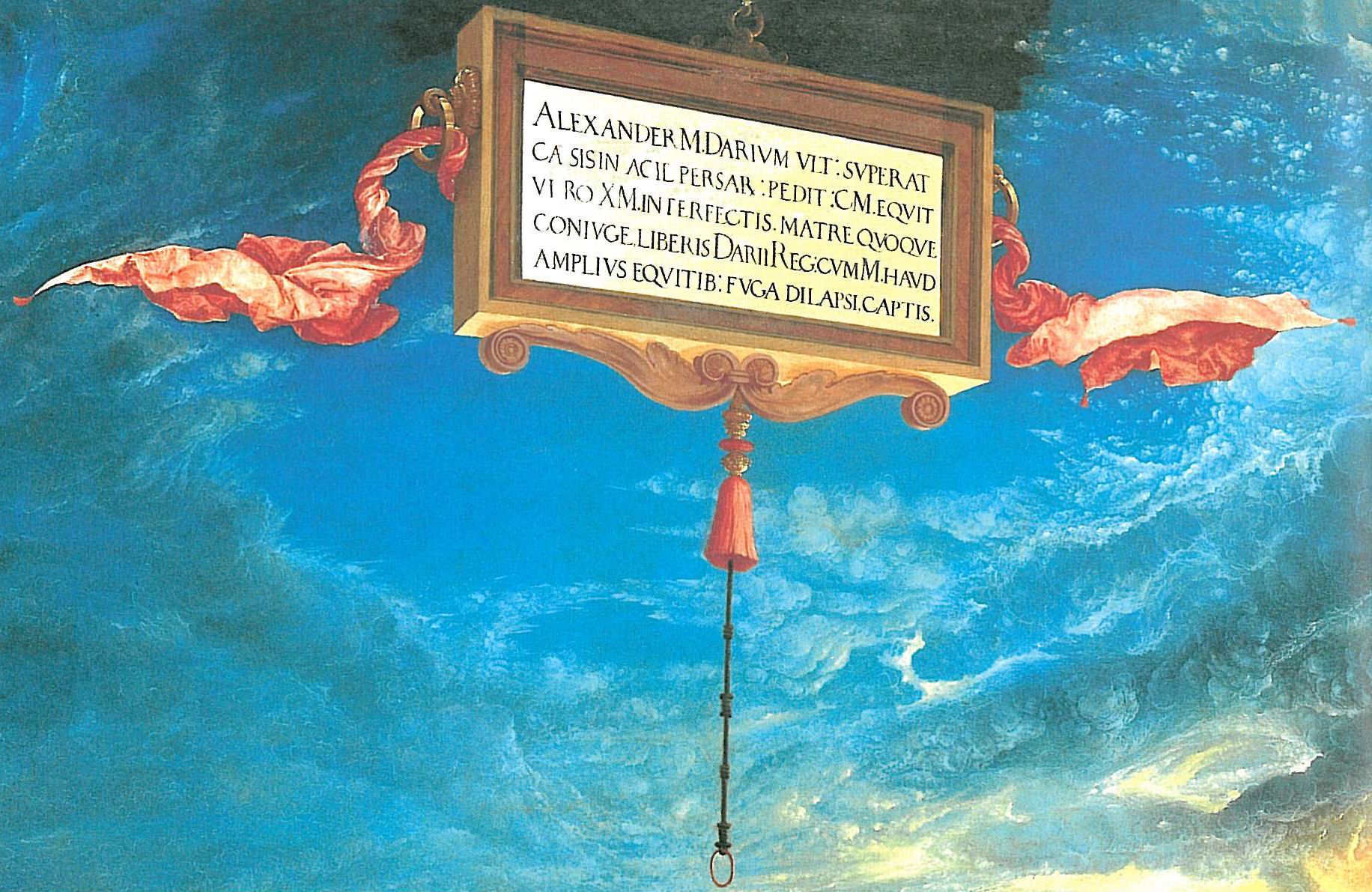
تفاصيل : الكلام المنقوش
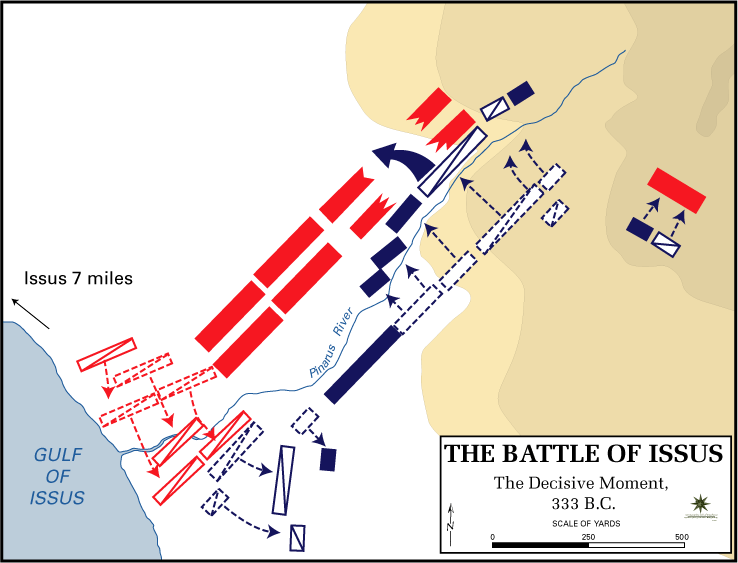
خطة هجوم الإسكندر
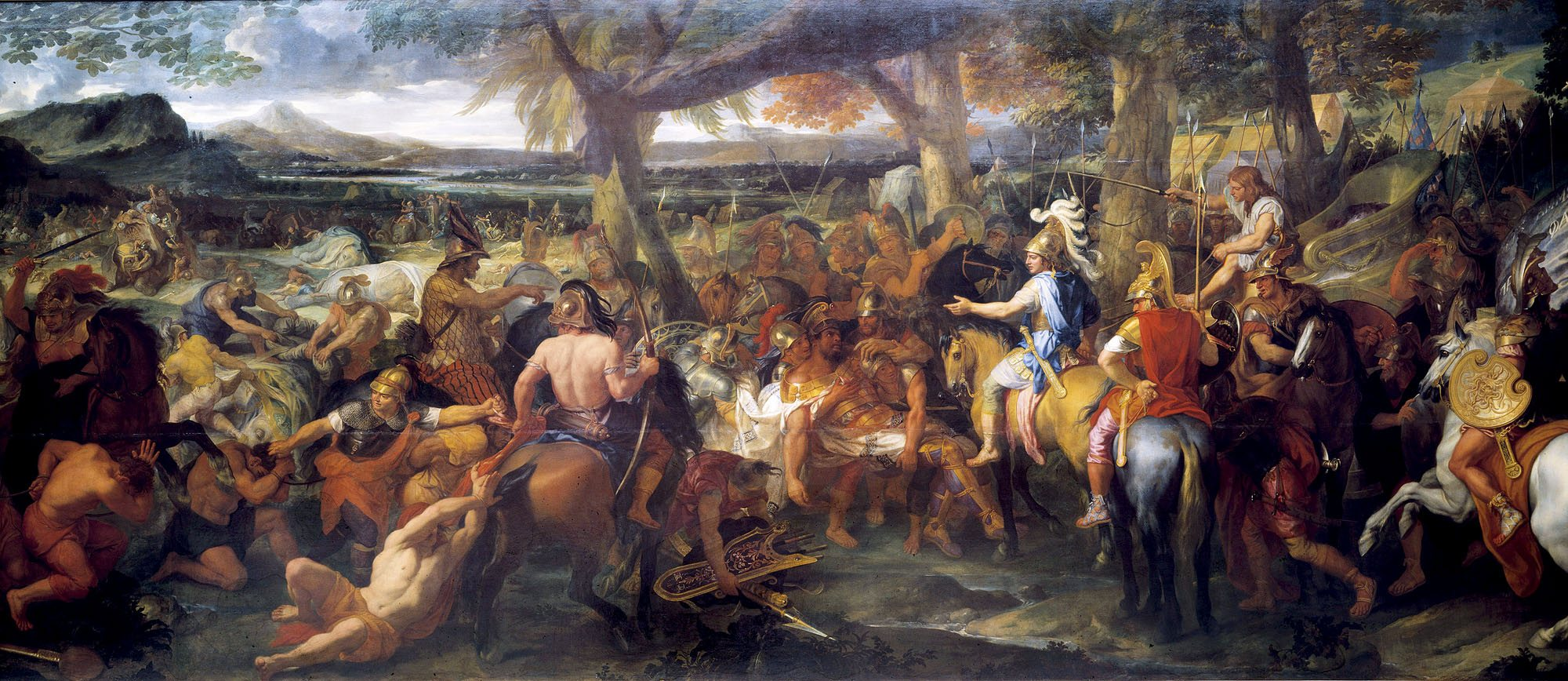
رسمة لـ شارلز لي برن تظهر الإسكندر والملك بورس خلال معركة معركة هيداسبس
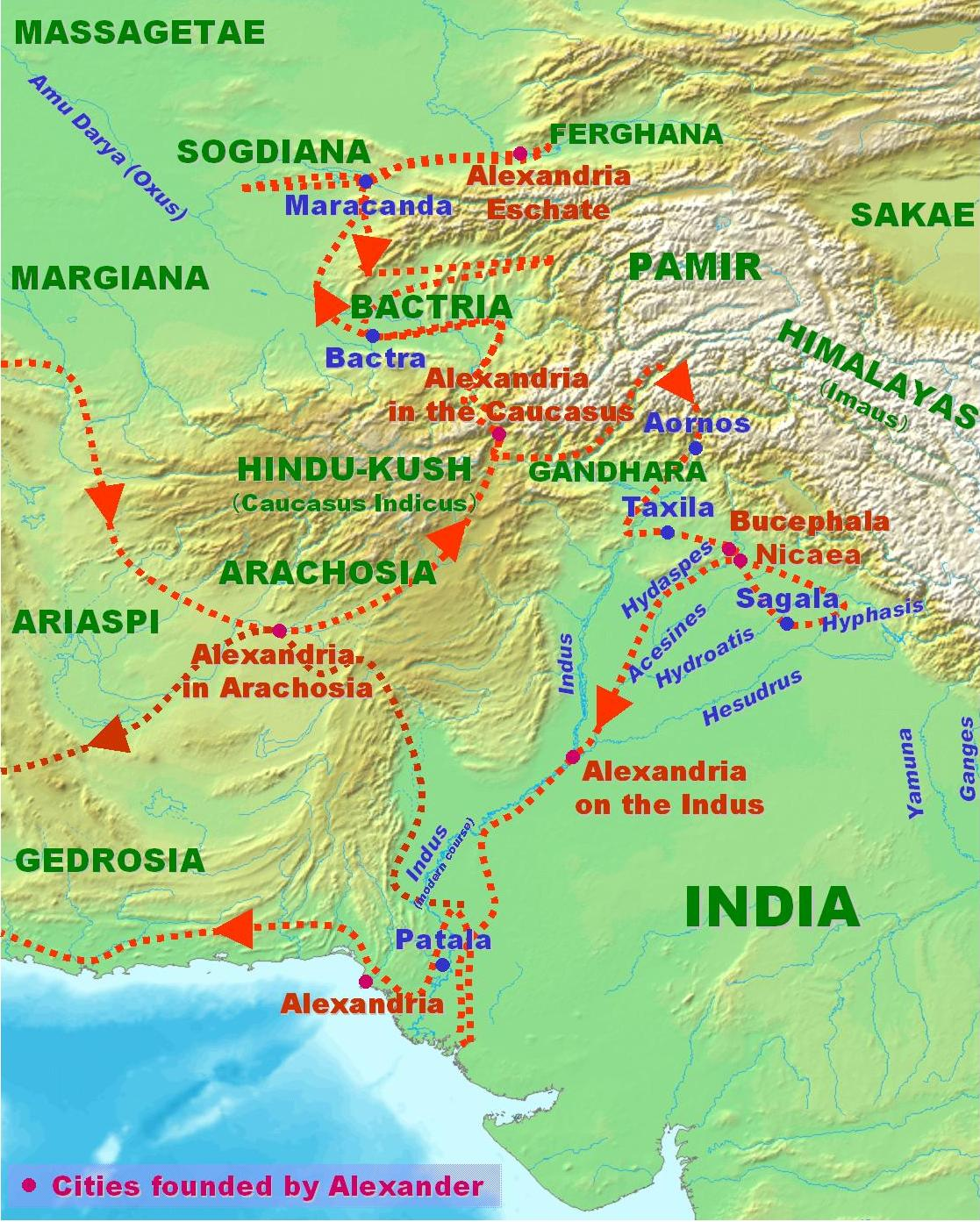
الحملات والمعالم الرئيسية لعملية احتلال الإسكندر لشبه القارة الهندية.
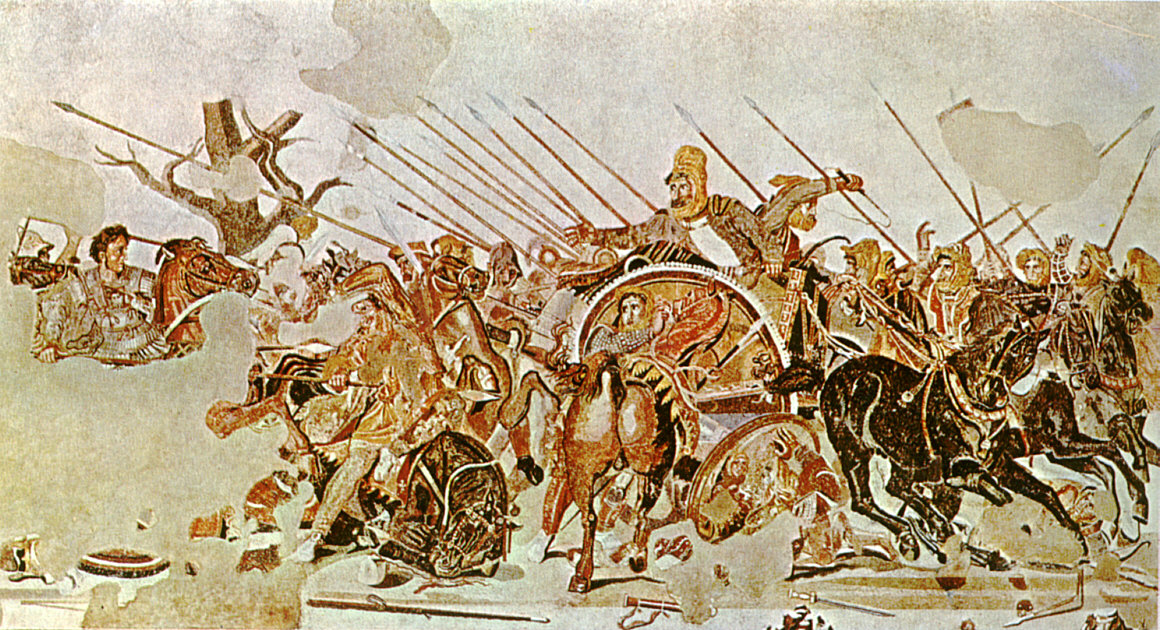
مرصوفة الإسكندر الفسيفسائية،وهي تظهر معركة إسوس، من عزبة فاون ، في مدينة بومبي
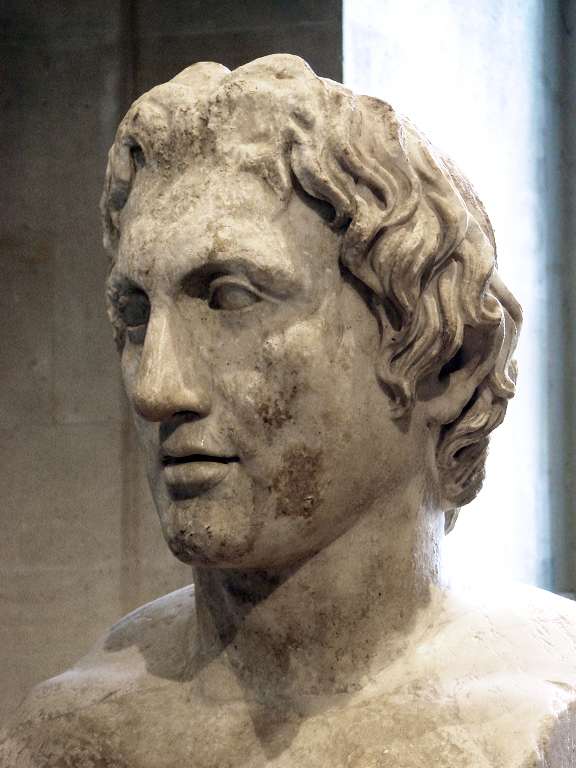
تمثال رأسي للإسكندر، وهو نسخة رومانية من عام 330 ق.م. قام بنحتها ليسيبوس (متحف اللوفر) ووفقاً للمؤرخ ديودورس، فإن منحوتة ليسيبوس هي أكثر التصويرات شبهاً بالإسكندر الحقيقي.
المملكة المقدونية في عام 336 ق. م.
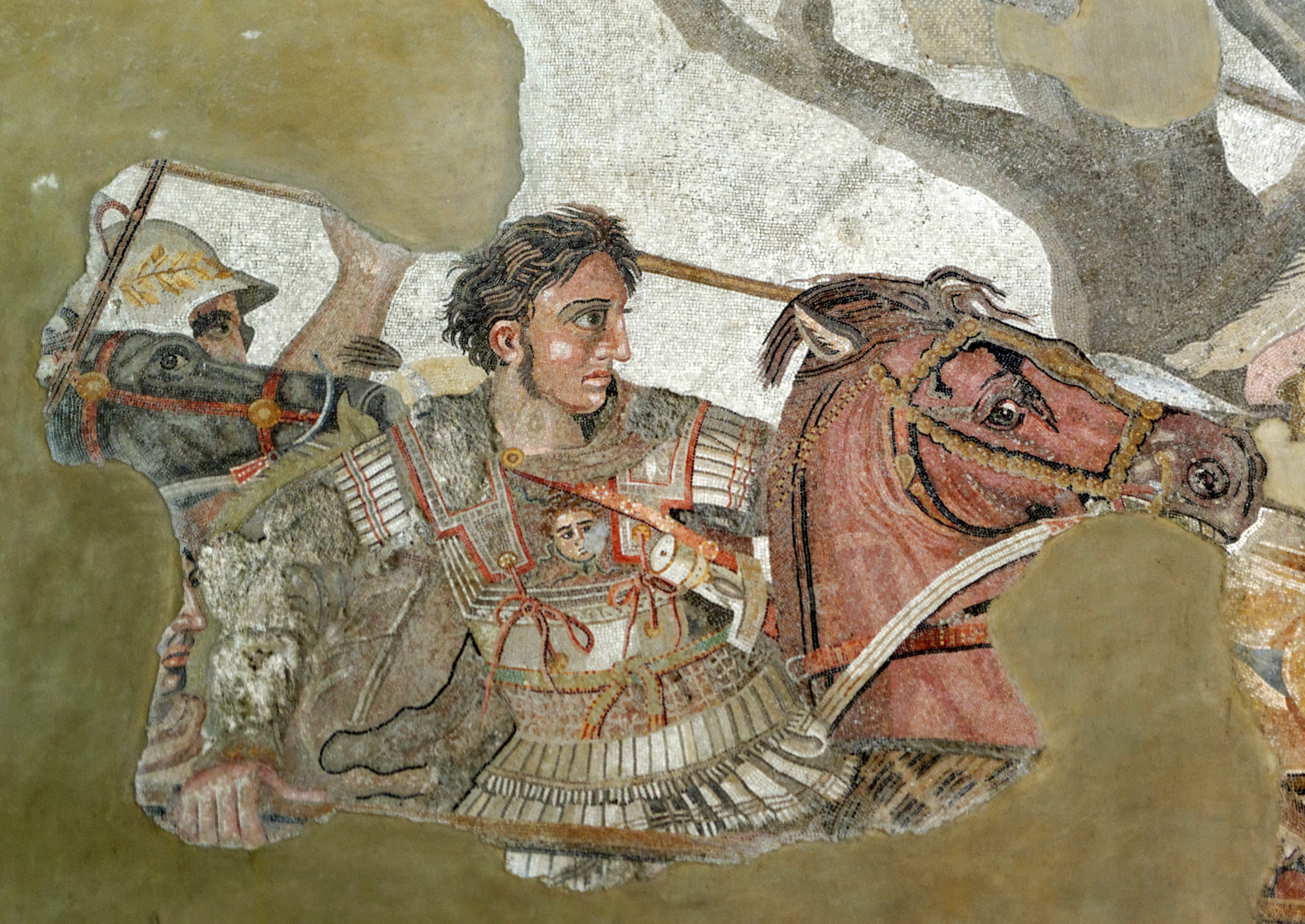
الإسكندر يقاتل الملك الفارسي داريوش الثالث. من مرصوفة الإسكندر الفسيفسائية من مدينة بومبي المحفوظة في متحف نابولي الوطني للآثار.
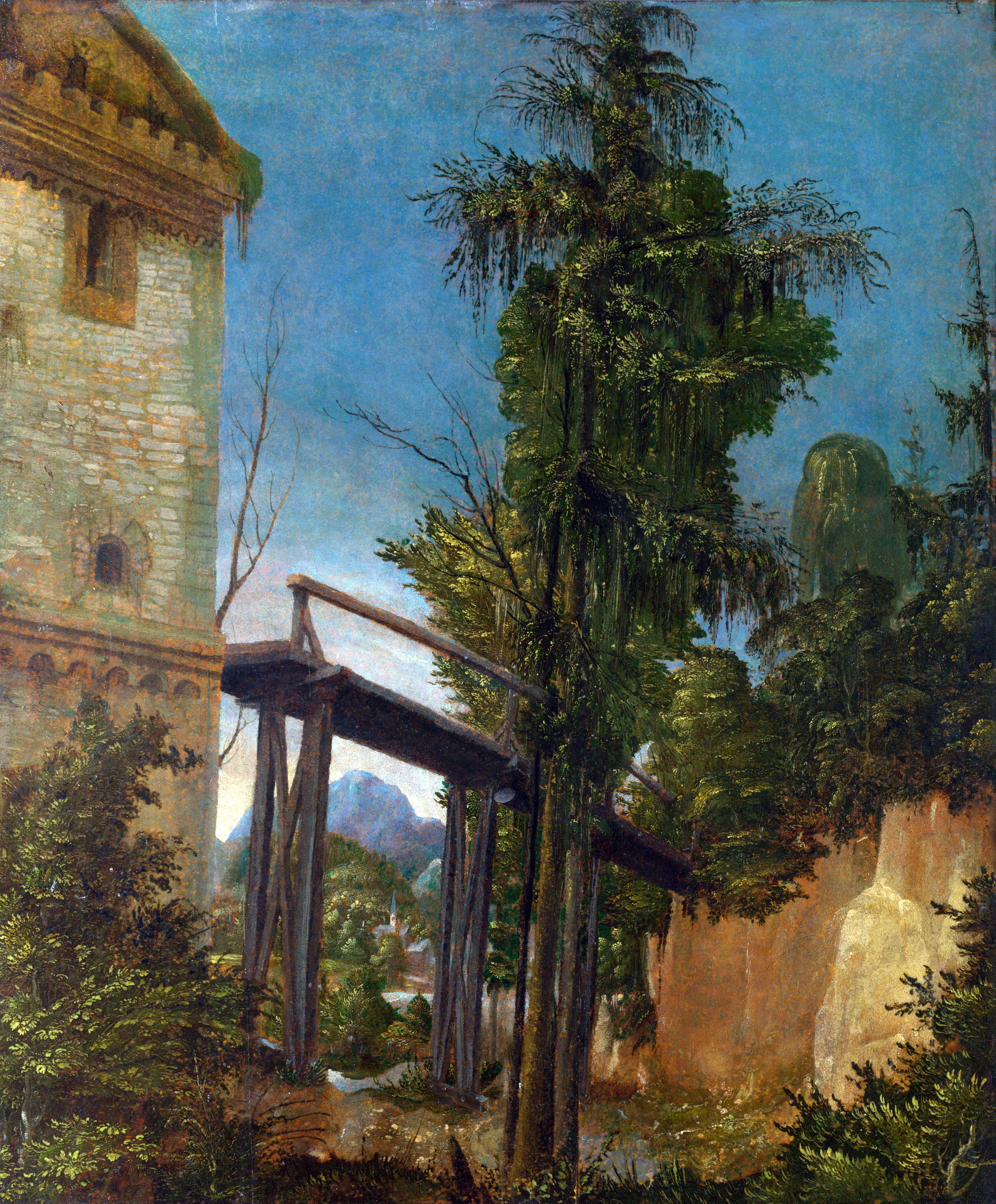
لوحة لالبرت التدورفر: منظر طبيعي مع كبري للمشاة
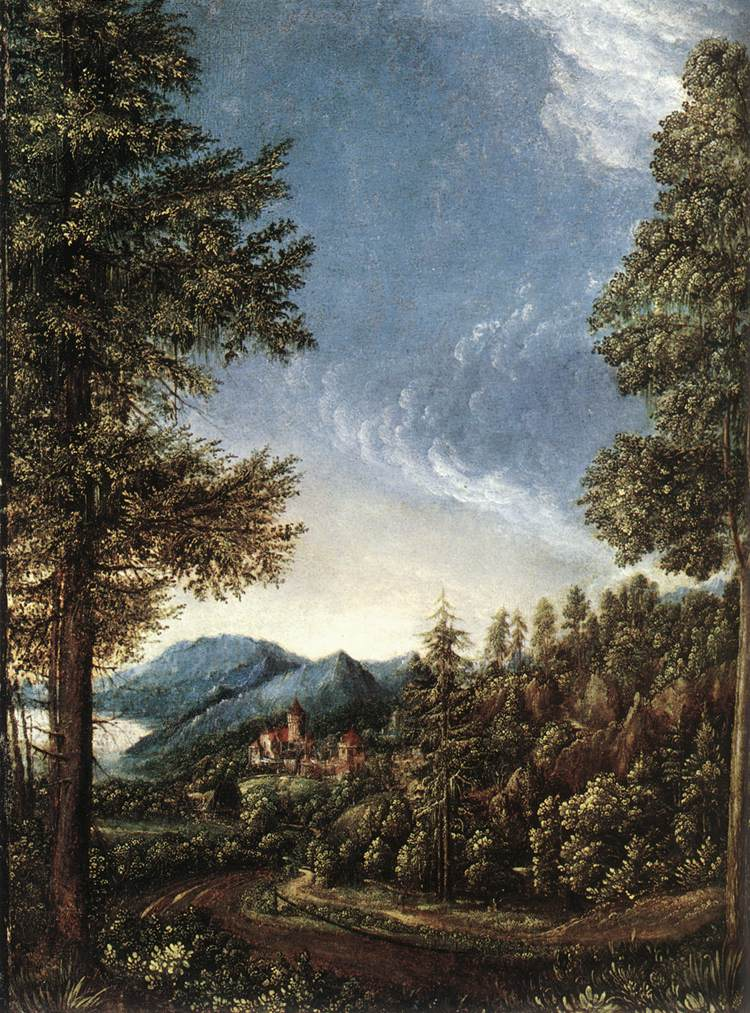
لوحة البرت التدورفر : منظر طبيعي للدانوب
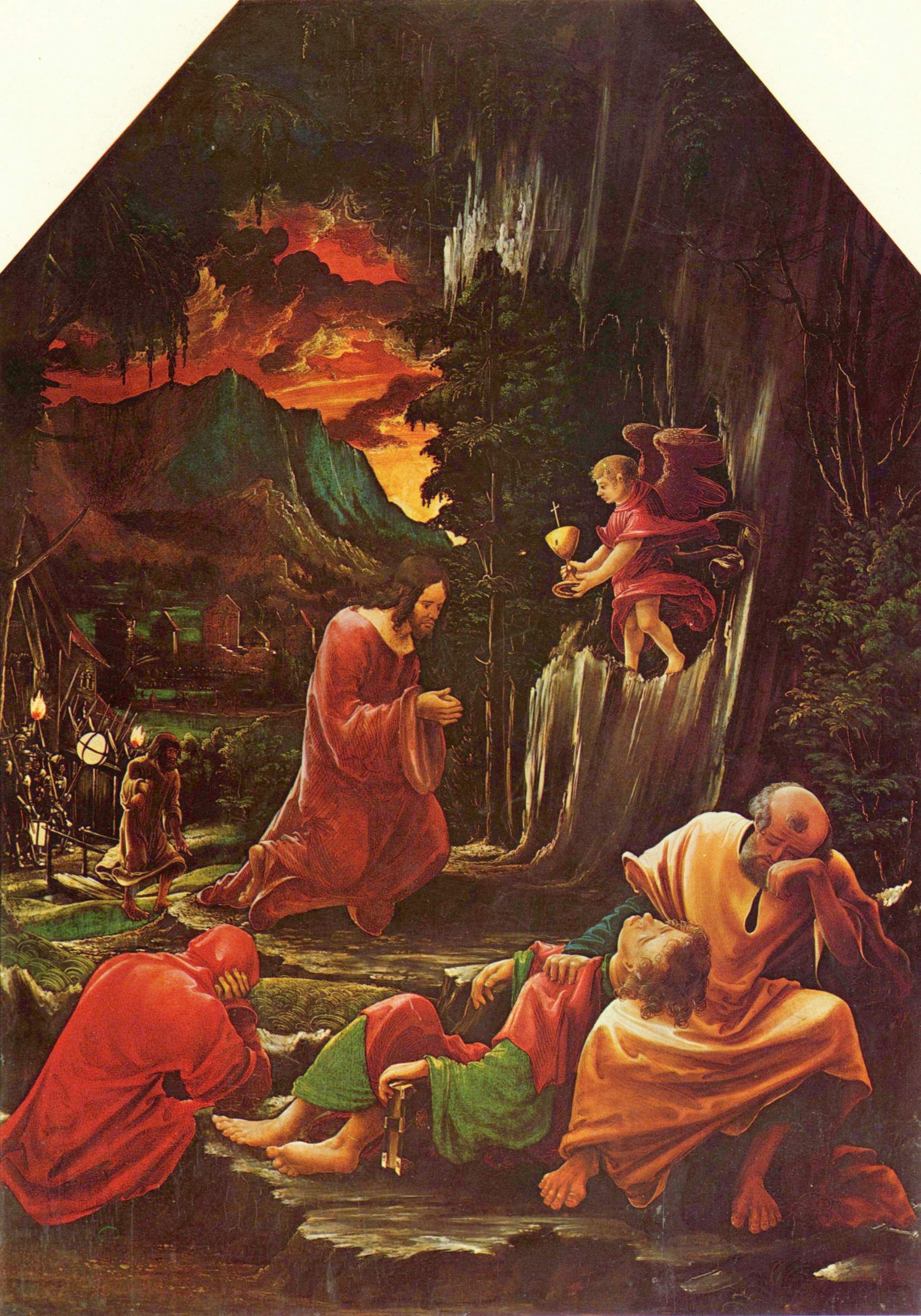
لوحة البرت التدورفر : المآساة في الحديقة
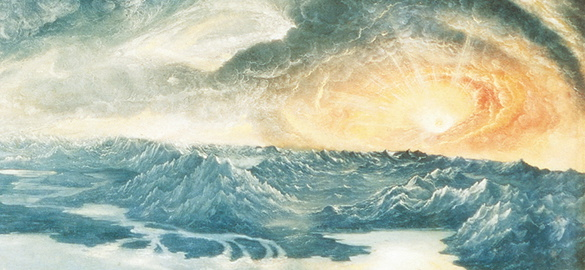
لوحة البرت التدورفر : الشمس و النهر
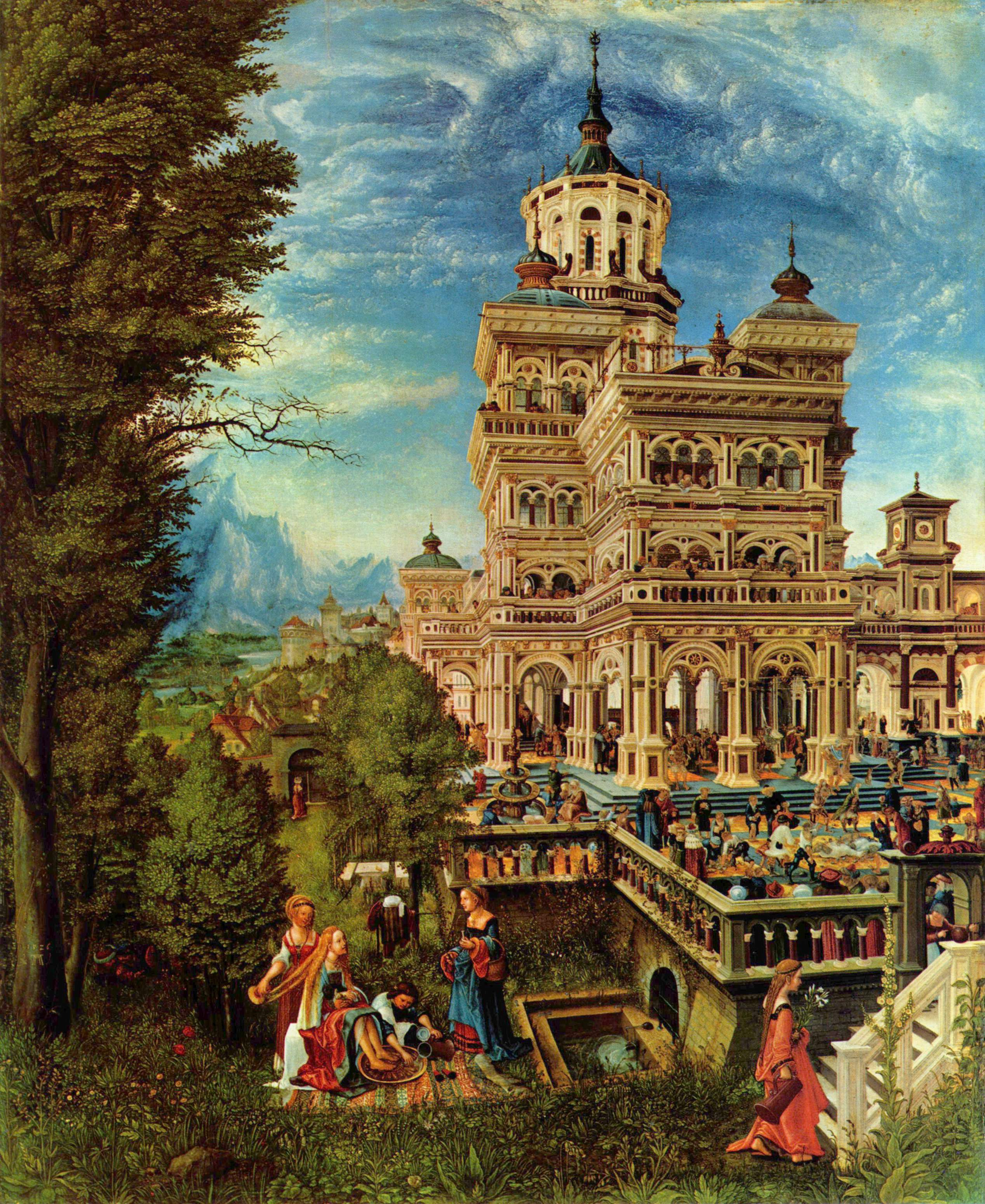
لوحة سوزانا و التدورفر
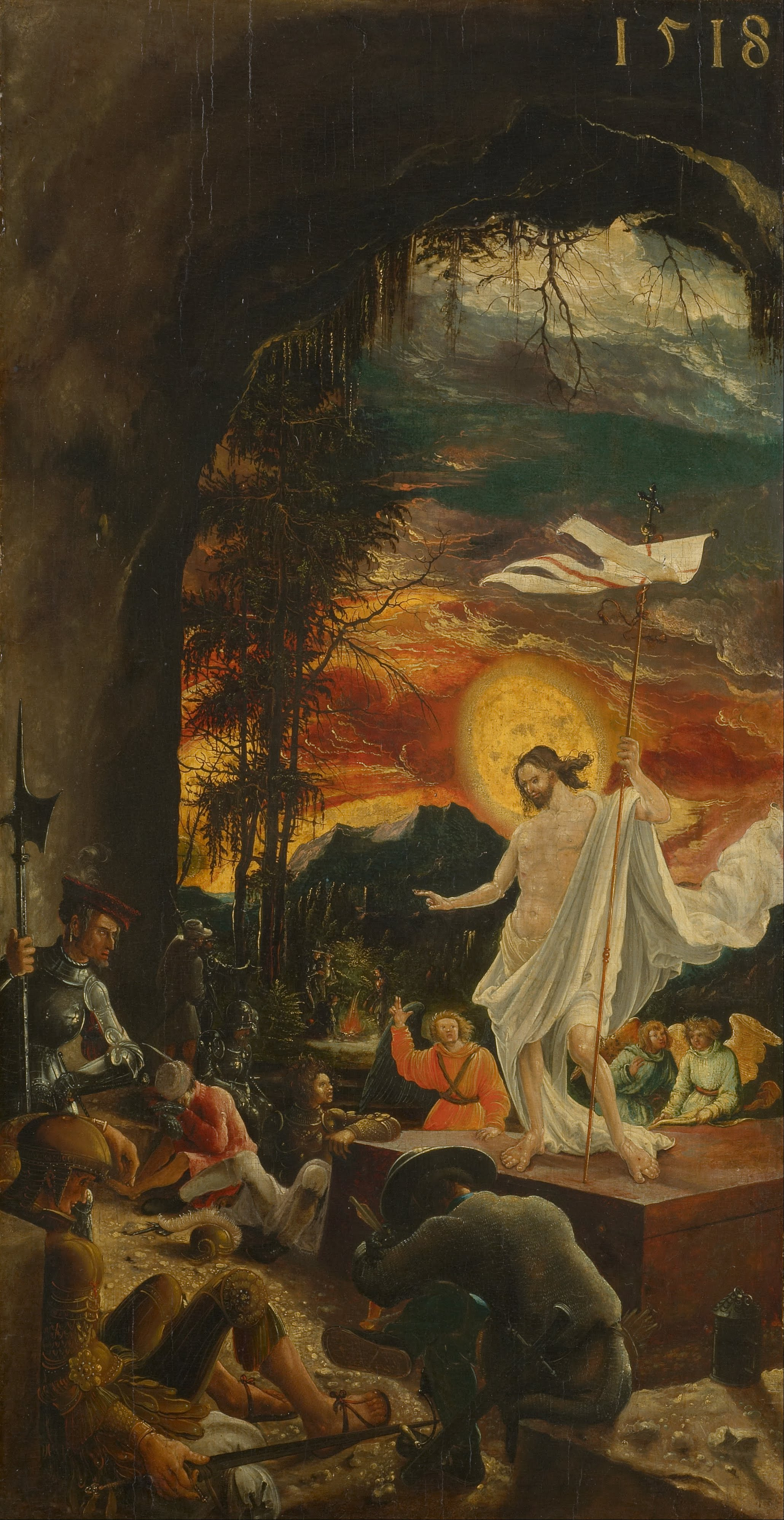
لوحةالبرت التدورفر : يوم البعث (1518)
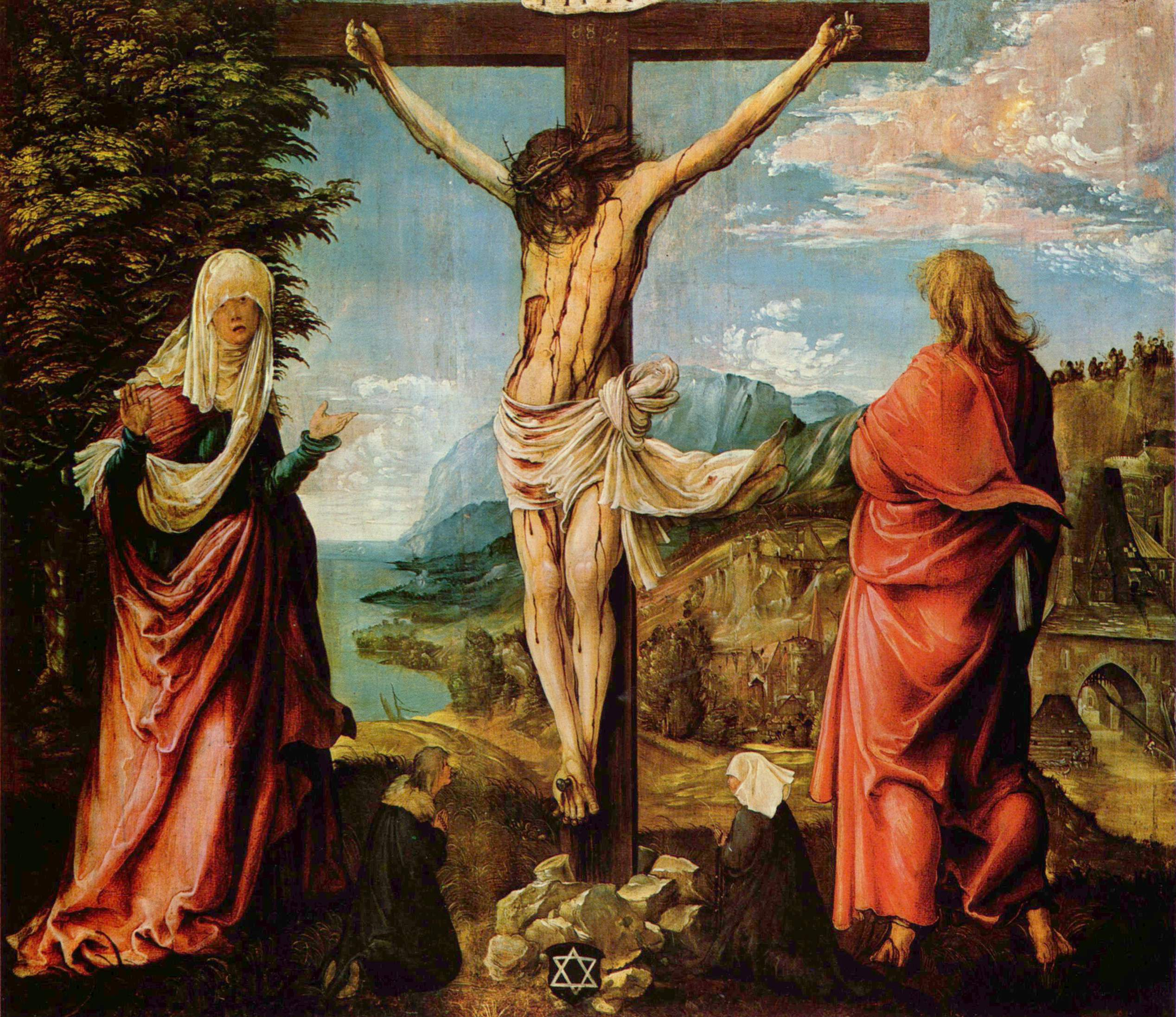
لوحة البرت التدورفر : صلب المسيح (1512)
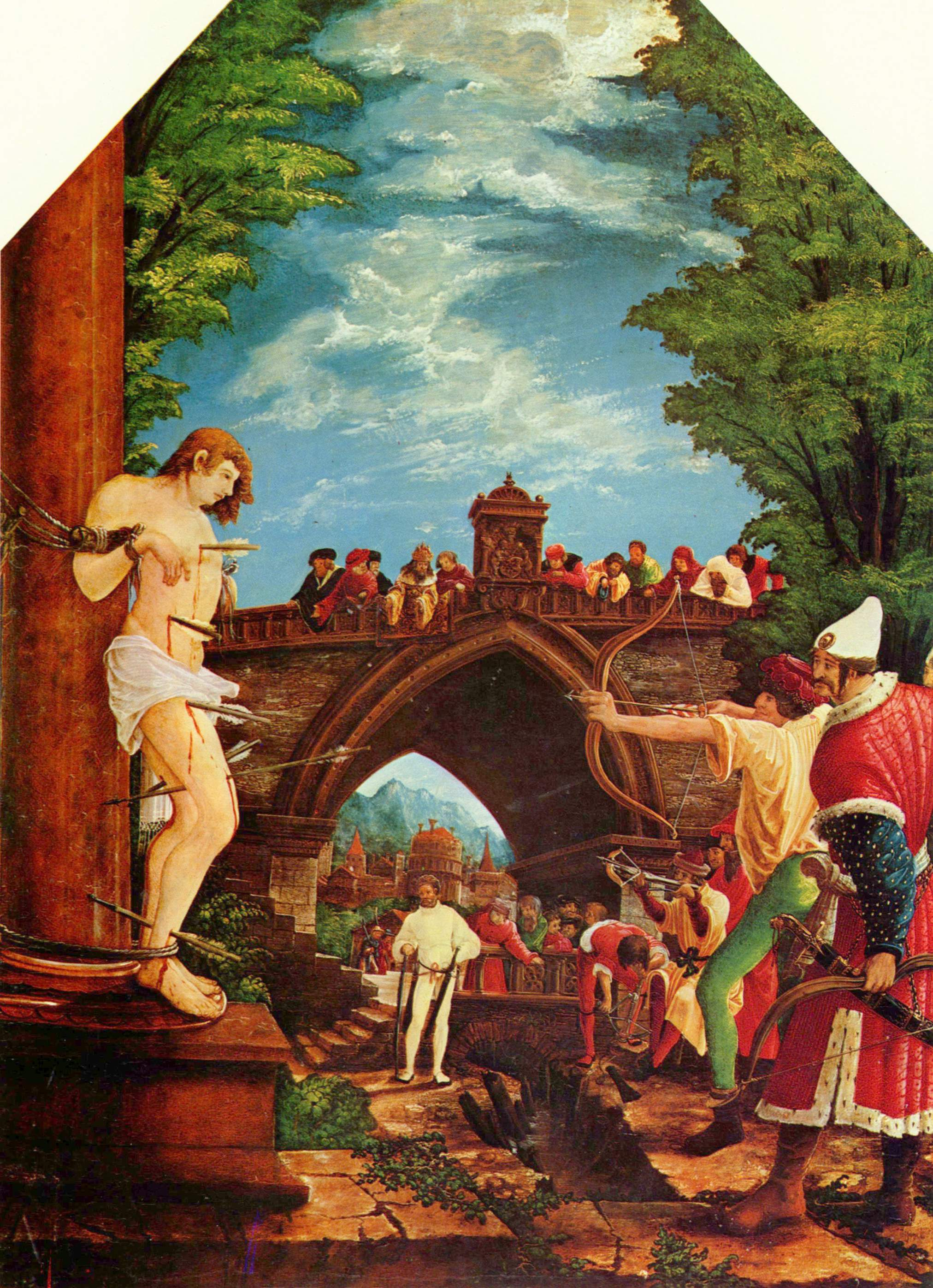
لوحة البرت التدورفر :فوق مذبح سيباستيان في دير سانت فلوريان، والنمساالعليا.
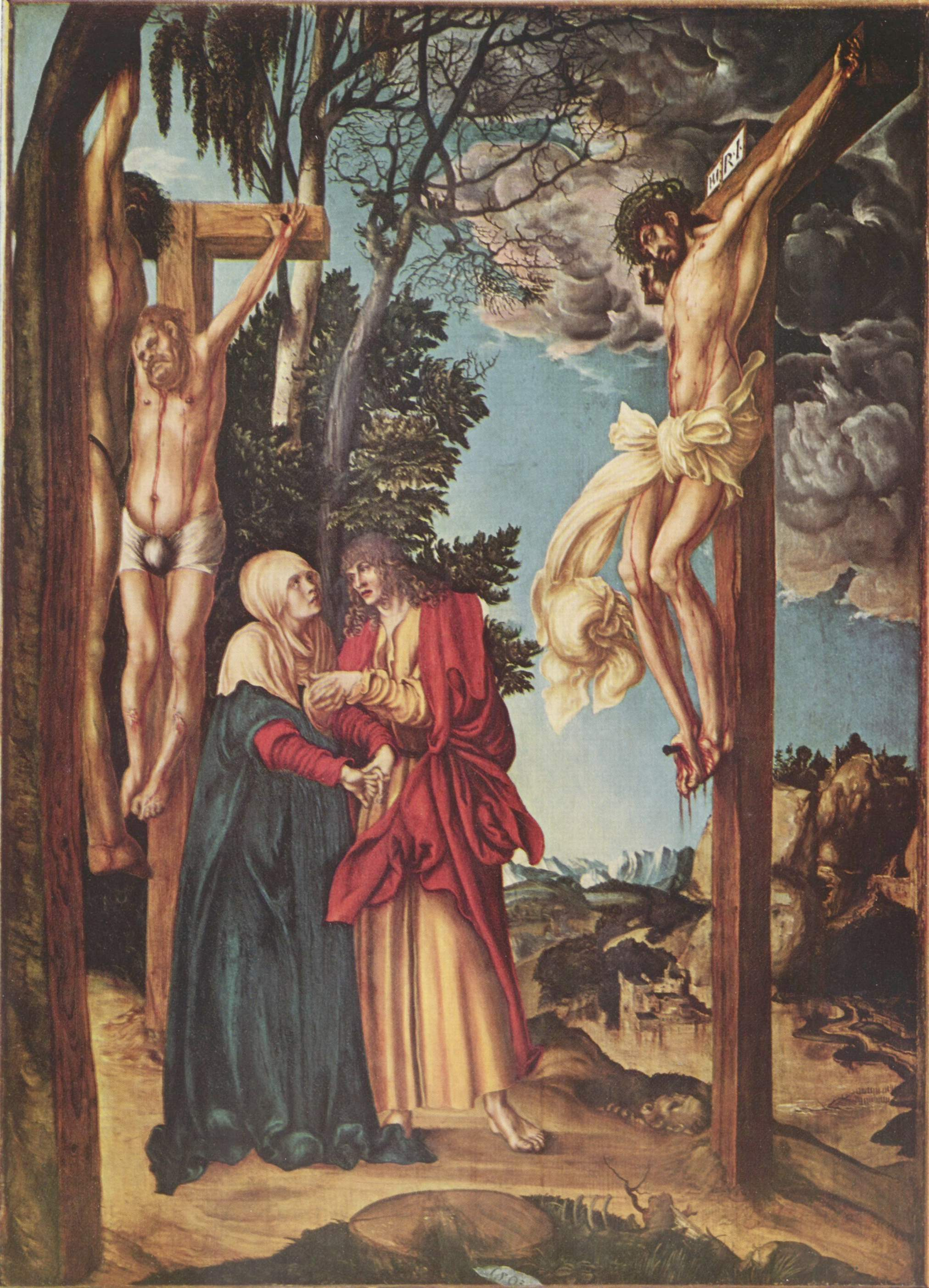
لوحة صلب المسيح ، للوكاس كارناش الأكبر.